# Hot Summer (bài hát)
Vào năm 2011, f(x) thu âm ca khúc tiếng Hàn Quốc và tiếng Nhật Bản.

### Bối cảnh
Phiên bản Hàn Quốc phát hành vào ngày 14 tháng 7 năm 2011 tại Hàn Quốc, phân phối từ phiên bản re-packaged của album đầu tiên Pinocchio.
Vào ngày 4 tháng 8 năm 2012, nhóm đã phát hành phiên bản Nhật.

### Trình trực tiếp
Nhóm biểu diễn bài hát trực tiếp trên KBS Music Bank vào ngày 17 tháng 6 năm 2011. f(x) cũng biểu diễn trên MBC Music Core, SBS Inkigayo và M-Countdown. Hot Summer đã giành chiến thắng  trên SBS Inkigayo vào ngày 26 tháng 6 năm 2011. Những bài hát cũng được biểu diễn trong các concert của gia đình SM Entertainment.

### MV

#### Phiên bản tiếng Hàn
MV đã được quay tại hai địa điểm quay khác nhau tại Namyangju và Incheon vào đầu tháng 6 năm 2011. Đạo diễn bởi Won Ki Hong. Một teaser phát hành vào ngày 13 tháng 6 năm 2011 và MV được phát hành vào ngày 17 tháng 6 năm 2011.
Video này sẽ bắt đầu với nhóm đi ở giữa đường, donning một cách rạng rỡ màu bộ đồ với một màu hồng và màu đen sọc xe tăng và vài lần là chơi thể thao chiếc xe tại hậu cảnh. Chúng tôi đang tham gia một nhóm hỗ trợ vũ công. Đoạn video cắt với một người da trắng, còn màu đỏ floored phòng với nhóm người mặc áo đỏ... trang bị. Cuối video, bắn vòi nước máy ở kia ra nổ và đoạn phim này kết thúc cùng với nhóm làm mẫu đường.

#### Phiên bản tiếng Nhật
Một teaser video cho video đã phát hành vào ngày 1 tháng 8 năm 2012 qua tài khoản YouTube chính thức của Avex. Vào ngày 5 tháng 8 năm 2012, video đầy đủ được tung ra.
Đoạn phim này được đặt trong sa mạc, với màu hồng và màu trắng ngôi sao hình đạo cụ và kẹo bông hồng như một đám mây trong nền. Video này sẽ bắt đầu với nhóm mặc tất cả đều da trắng, đi từ từ hướng về phía máy quay. Trong video, rồi cắt đứt với một thử thách khác với cận súng của nhóm vị màu xanh điện quần áo cần thiết, trải với phức tạp phụ kiện. Một con phố hiện trường cũng căn, nơi nhóm mặc quần áo đỏ trước của the star-hình độc lập trong khi tổ chức vẽ trên các tòa nhà và trong máy quay. Video này sẽ kết thúc với sa mạc như người máy cái chảo lại.

### Trình diễn quảng bá
Phiên bản Hàn là một quảng bá thành công, đạt vị trí thứ 2 trên bảng xếp hạng đĩa đơn kỹ thuật số Gaon, bài hát trên 375.000 lượt tải trong tuần đầu phát hành. Nó ra mắt với vị trí thứ 5, sau đó đã chạm đến vị trí thứ 1 rồi sau đó rớt xuống vị trí thứ 4. Hot Summer cũng đạt được vị trí cao trên các bảng xếp khác của Gaon, đạt vị trí số 2 trên bảng xếp hạng BGM và vị trí số 1 trên bảng xếp hạng trực tuyến. Bài hát đã đứng vị trí thứ 25 trong bảng xếp hạng 100 ca khúc nhạc số thành công nhất năm 2011 tại Hàn Quốc và bán được 2.909.384 bản vào cuối năm.

### Bảng xếp hạng
| Bảng xếp hạng (2011-2012)  | Vị trí |
| -------------------------- | ------ |
| Gaon Digital Singles Chart | 2      |
| Gaon Mobile Chart          | 3      |
| Gaon Karaoke Chart         | 15     |